# استان سون لا
استان سون لا (به لاتین: Sơn La Province) یک استان در ویتنام است که در ویتنام واقع شده‌است.

## خصوصیات
استان سون لا ۱۴٬۰۵۵ کیلومترمربع مساحت و ۹۷۲٬۸۰۰ نفر جمعیت دارد.